# Filologia ispanica

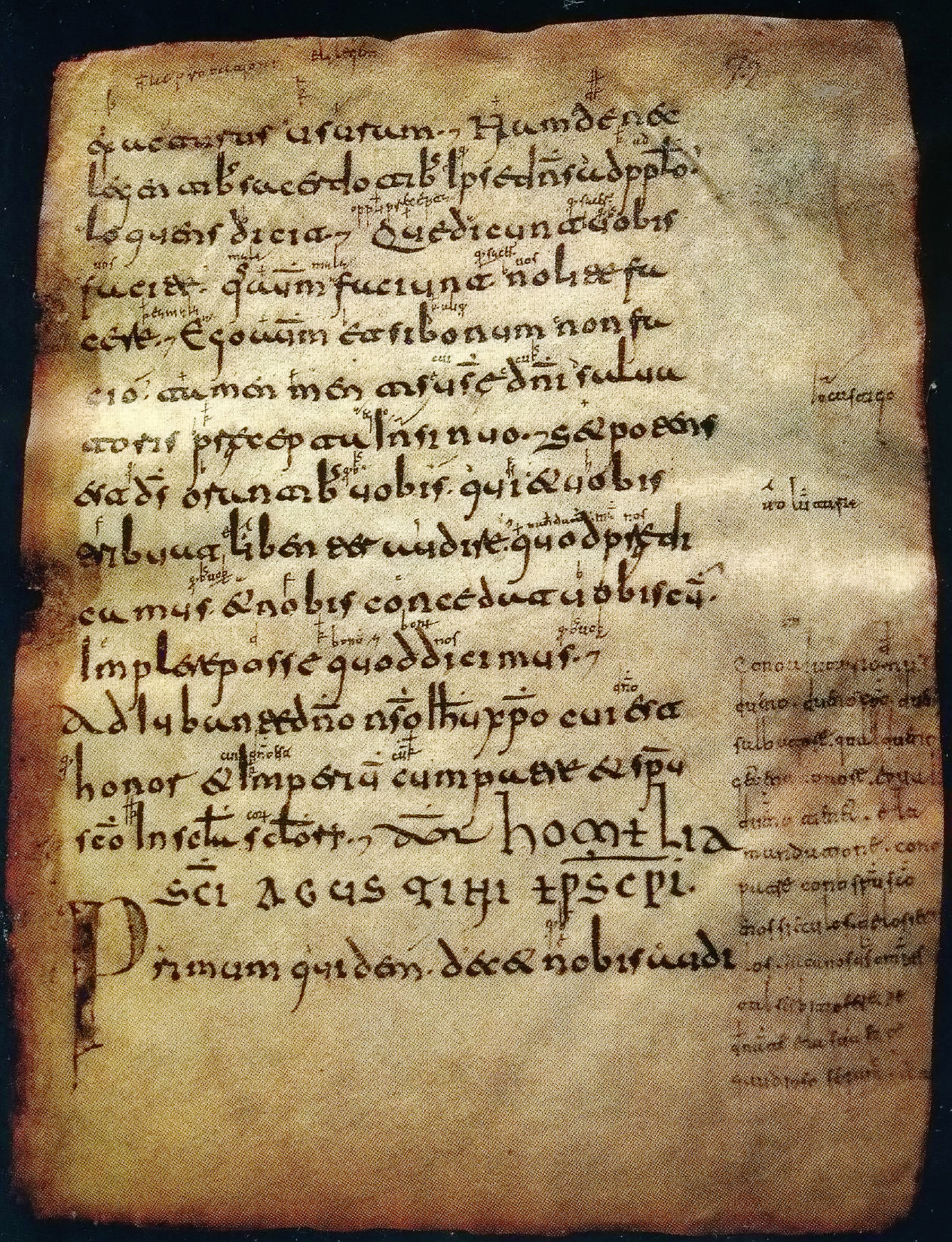
Pagina 72 del Códice Emilianense 60. Si noti la glossa al margine.

La filologia ispanica è un ramo della filologia romanza che si occupa dello studio della lingua e della letteratura spagnola, così come delle altre lingue iberiche (soprattutto in quelle università dove non sono presenti corsi specifici per queste ultime). È una materia particolarmente studiata in tutti i Paesi che parlano spagnolo (Spagna e Paesi latinoamericani), così come in molti altri Paesi dell'Unione europea, negli Stati Uniti, nelle Filippine, in Corea del Sud e in Giappone. A differenza dell'Instituto Cervantes, incaricato della diffusione e dell'insegnamento internazionali della lingua spagnola, l'obiettivo della filologia ispanica e quello di studiare la struttura e la storia della lingua, così come le opere letterarie in essa prodotte.
Gli studi mirati al conseguimento del titolo ufficiale della Laurea in Filologia Ispanica forniscono una formazione generale nel campo della filologia approfondendo tutto ciò che abbia a che fare con la lingua spagnola in ogni suo ambito: linguistico, letterario e culturale.
| Controllo di autorità | J9U (EN, HE) 987007565735205171 |